# Bal József
Bal József (Budapest, 1960. április 26. –) magyar színész, színházrendező.

## Életpályája
1975–1978 között a 25. Színház Stúdiójának tagja volt. 1978-1979 között a Népszínházban, 1979–1982 között pedig Kaposváron gyakorlatos színész volt. 1978-1982 között a Zalka Máté Közlekedésgyártó Szakközépiskola gépgyártás-technológia szakán tanult. 1982-1986 között a Színház- és Filmművészeti Főiskola színész szakán tanult, ahol Major Tamás, Székely Gábor és Zsámbéki Gábor oktatták. 1986–1988 között illetve 1998 óta a szolnoki Szigligeti Színház tagja. 1988–1990 között a kaposvári Csiky Gergely Színház színésze volt. 1990-1995 között a Színház- és Filmművészeti Főiskola rendező szakát végezte el, ekkor is Székely Gábor tanította. 1995–1998 között a kecskeméti Katona József Színház igazgatója volt. 2001–2003 között a Honvéd Együttes tagozatvezetője volt. 2003–2008 a Szegedi Nemzeti Színház prózai tagozatvezetője. 2012–2013 az egri Harlekin bábszínház megbízott igazgatója.

## Színházi munkái

### Színészként
- Kálmán Imre: Csárdáskirálynő....Tonio Tonelli
- Kander-Ebb: Kabaré....Náci
- Arden: Élnek, mint a disznók (Gyöngyélet)....Col
- Middleton-Rowley: Átváltozások...Alonzo de Piraquo
- Voskovec-Werich: A nehéz Barbara....Első iskolás gyerek
- William Shakespeare: Szentivánéji álom....Demetrius
- Scott: Sir Gawain és a Zöld lovag....Gringolet
- Kander-Ebb: Chicago....
- Kastner: Emil és a detektívek....Gusztáv
- Illyés–Litvai: Szélkötő Kalamona....Rontó Palkó
- Pirandello: Az ember, az állat és az erény....Belli
- William Shakespeare: Coriolanus....
- Molière: Kullancsok....Karitidész
- Vörösmarty Mihály: Csongor és Tünde....Csongor
- Mark Twain: Koldus és királyfi....Hendon lovag
- Katona József: Bánk bán....Solom mester
- Spiró György: A kínkastély....Fredro
- Móricz Zsigmond: Nem élhetek muzsikaszó nélkül....Viktor
- Sultz Sándor: A hattyú halála, avagy a hosszú széklet....Rendőr
- Borisz Paszternak: Doktor Zsivágó....Ginc, később politikai tiszt
- William Shakespeare: III. Richárd....Dorset márki
- Döme Zsolt: Rákóczi tér....Vezérürü
- Kálmán Imre: Marica grófnő....
- Czeizel Gábor: Locspocs és a bolygó hollandi....Locspocs
- William Shakespeare: Vízkereszt, vagy amit akartok....Sebastiano
- Bock: Hegedűs a háztetőn....Mótel Kamzojl
- Peaslee: Állatfarm....
- Lázár Ervin: A kisfiú meg az oroszlánok....Láz Jenő

### Rendezőként
- Jean Racine: Andromaché (1987)
- Różewicz: Elment hazulról (1993)
- Durang: A fürdővízzel együtt (1994)
- Németh Ákos: Müller  táncosai (1994)
- Ödön von Horváth: Mesél a bécsi erdő (1995)
- Dés László: A dzsungel könyve (1996, 2003, 2006, 2016/2017)
- Kacsóh Pongrác: János vitéz (1996, 1998)
- Williams: Az ifjúság édes madara (1999)
- Schnitzler: Körbe-körbe (1999)
- Illyés–Litvai: Szélkötő Kalamona (1999)
- Csiky Gergely: Az ellenállhatatlan (2000)
- Williams: Macska a forró bádogtetőn (2001)
- Lázár Ervin: A legkisebb boszorkány (2002)
- Zsolt Béla: Nemzeti drogéria (2003)
- Dürrenmatt: Pör a szamár árnyékáért (2004)
- Gábor Andor: Dollárpapa (2005)
- Bock: Hegedűs a háztetőn (2005)
- Bizet: Carmen (2005)
- Burgess: Mechanikus narancs (2006)
- Barillet–Grédy: A kaktusz virága (2007)
- Darvasi László: Bolond Helga - egy város, ahol szeretik a mazsolát (2007)
- Lázár Ervin: A kisfiú meg az oroszlánok (2008, 2010)
- Grimm: A libapásztorlány (2010)
- Presser Gábor: Túl a Maszat-hegyen (2011)
- Benedek Elek: A huszárból lett király (2011)
- Baum: Óz, a nagy varázsló (2012)
- Hub: Náthán gyermekei (2012)

Presser-Adamis: Képzelt riport... (2013 Eger, 2018 Zalaegerszeg Archiválva 2019. október 7-i dátummal a Wayback Machine-ben)
Janik László: Sárkányölő Krisztián (2013, 2018)
Janikovszky: Az égig érő fū (2015)

Rákos-Bornai: A mumus (2016)
Bodnár Zoltán: Ládafia (2014)
Szántó Viktória: Égig érő paszuly (2015)
Magnason: A kék bolygó (2019)

## Filmjei
- Jóban Rosszban (2011)
- Állatkerti mesék (1994)